# Eois perflava
Eois perflava är en fjärilsart som beskrevs av W. Warren 1906. Eois perflava ingår i släktet Eois och familjen mätare. Inga underarter finns listade i Catalogue of Life.